# Navy Cross
Navy Cross er en militær udmærkelse fra USA. Den blev indstiftet 4. februar 1919 til belønning af personel som tjenestegør i USA's flåde og som udmærker sig i kamp ved ekstraordinært heltemod i operationer mod fjenden. For personel i USA's flåde, Marineinfanteri og Kystvagten rangerer Navy Cross som den næststørste udmærkelse i udmærkelsessystemet i USA's forsvar, tilsvarende Distinguished Service Cross og Air Force Cross i andre forsvarsgrene, men efter Medal of Honor.

## Udformning
Navy Cross er lavet i bronze og har form af et kors med udsvingede arme og udbuede korsender. I korsvinklerne er der placeret laurbærblade med bær. I korsmidten er der placeret en medaljon med en karavel under sejl. På revers har medaljonen korslagte ankre og bogstaverne "U", "S" og "N" placeret i vinklerne ankrene danner. Medaljen er formgivet af James E. Fraser.
Medaljebåndet er blåt med en bred hvid midterstribe. Gentagende tildelinger af Navy Cross til samme person markeres med stjerner i sølv eller guld på båndet.

## Tildeling
Navy Cross blev oprindelig tildelt både for usædvanlig heltemod og for fremragende indsats af anden karakter og kunne tildeles så vel i krig som i fredstid. Udmærkelsen kunne eksempelvis belønne redningsdåd i forbindelse med ulykker om bord. Under 2. verdenskrig, i 1942, blev tildelingskriterierne ændret så at medaljen derefter tildeles for ekstraordinært heltemod i militæroperationer mod fjenden.